# Орельєн Жоакім
Орельєн Жоакім (люксемб. Aurélien Joachim, нар. 10 серпня 1986, Люксембург) — люксембурзький футболіст, нападник збірної Люксембургу та нідерландського «Валвейка».

## Клубна кар'єра
У дорослому футболі дебютував 2004 року виступами за команду бельгійського клубу «Віртон», в якій провів один сезон, взявши участь у 31 матчі чемпіонату.
Згодом з 2006 по 2007 рік грав у Німеччині, у складі других команд клубів «Бохум» та «Алеманія» (Аахен).
Своєю грою за останню команду привернув увагу представників тренерського штабу клубу «Дифферданж 03», до складу якого приєднався 2007 року. Відіграв за клуб з Дифферданжа наступні чотири сезони своєї ігрової кар'єри. Більшість часу, проведеного у складі «Дифферданж 03», був основним гравцем атакувальної ланки команди. У складі «Дифферданж 03» був одним з головних бомбардирів команди, маючи середню результативність на рівні 0,44 голу за гру першості.
Протягом 2011—2012 років захищав кольори команди клубу «Ф91 Дюделанж».
До складу клубу «Віллем II» приєднався на умовах оренди 2012 року.

## Виступи за збірну
У 2005 році дебютував в офіційних матчах у складі національної збірної Люксембургу. Наразі провів у формі головної команди країни 27 матчів, забивши 4 голи.